# Otto Thomas (Politiker)
Otto Thomas (* 23. Januar 1886 in Heisterberg (Driedorf); † 19. Oktober 1930 in Berlin) war ein deutscher Politiker und Gewerkschaftsfunktionär.

## Leben
Er erlernte den Beruf des Zerspanungsmechanikers. Ab 1900 war er als Schuhmacher in einer Drehstiftfabrik tätig. 1906 trat er in die Sozialdemokratische Partei Deutschlands ein. 1910 war er Arbeitersekretär einer christlichen Gewerkschaft in Heidelberg, später in München. Im Ersten Weltkrieg wurde er eingesetzt und hatte Kontakte zu Kurt Eisner.
Vermutlich war er Mitglied im bayerischen Landessoldatenrat. Für die Mehrheitssozialdemokratische Partei Deutschlands saß er vom November 1918 bis Januar 1919 im bayrischen Landtag.
1919 wurde er beim Reichsbund der Kriegsbeschädigten beschäftigt, trat aus der MSPD aus und im März 1919 in die Kommunistische Partei Deutschlands ein.
1919 wurde ein ergebnisloses Strafverfahren wegen Beteiligung an der Räterepublik gegen ihn angestrengt. Ab Juli 1919 war er Schriftleiter der Neuen Zeitung.
1920 war er Landtagskandidat im Wahlkreis Mittelfranken und agitierte mit Otto Graf und Josef Römer mit einer nationalboschewistischen Erklärung gegen den Friedensvertrag von Versailles. Gegen Graf wurde nach dessen Ausschluss aus der KPD und seinem Übertritt zur SPD Ende 1922 der Vorwurf erhoben, er habe von Ernst Pöhner über Josef Römer  350.000 Mark für die Neue Zeitung erhalten.
1923 war Otto Thomas Arbeitersekretär einer Gewerkschaft in München. 1924 war er in der Bezirksleitung der KPD Großthüringen in Jena beschäftigt. 1924 war er in Moskau.
Von 1926 bis 1929 war er Chefredakteur der Neuen Zeitung in Jena, ab 1929 in der Redaktion von der neugegründeten überparteilichen KPD-Zeitung Berlin am Morgen im Konzern von Willi Münzenberg.